# Mauro Bettin
Mauro Bettin   (né le 21 décembre 1968 à Miane, dans la province de Trévise, en Vénétie) est un coureur cycliste italien. Il pratiquait le cyclisme sur route et le VTT.

## Biographie
Durant sa brève carrière professionnelle (1994 à 1997), Mauro Bettin a notamment remporté le Grand Prix Jef Scherens 1994, une étape du Tour de Suisse et terminé deuxième de l'Amstel Gold Race 1996. 
À la suite de sa carrière professionnelle sur la route, il a rejoint entre 1999 et 2008 le Team VTT Full Dynamix, une équipe de VTT avec laquelle il a notamment remporté la coupe du monde de marathon en 2005.

## Palmarès sur route

### Palmarès amateur
- 1990
  - 2e du Gran Premio Pretola
  - 3e du Giro d'Oro
- 1991
  - Piccola Sanremo
  - Grand Prix Santa Rita
  - Targa d'Oro Città di Varese
  - 4e étape du Tour de la Vallée d'Aoste
  - 2e du Gran Premio della Liberazione
  - 3e du Trofeo Banca Popolare di Vicenza
- 1992
  - 2e du Piccola Sanremo
  - 2e du Giro del Belvedere
  - 2e du Trofeo Banca Popolare di Vicenza
  - 3e du Trofeo Gianfranco Bianchin
- 1993
  - Giro d'Oro
  - Vicence-Bionde
  - Tour du Hainaut :
    - Classement général
    - 7e étape

  - 2e du Trofeo Zssdi
  - 2e du Piccola Sanremo
  - 3e du Gran Premio della Liberazione
  - 3e du Trofeo Gianfranco Bianchin
  - 3e du Giro del Belvedere

### Palmarès professionnel
- 1994
  - Tour de Basse-Autriche :
    - Classement général
    - 3e étape

  - Grand Prix Jef Scherens
- 1995
  - Giro dei Sei Comuni
  - Grand Prix Mendrisio
  - 10e de la Leeds International Classic
- 1996
  - 9e étape du Tour de Suisse
  - 2e de l'Amstel Gold Race

## Palmarès en VTT
- 2002
  -  Champion d'Europe de VTT marathon
- 2005
  - Vainqueur de la Coupe du monde de VTT-Marathon

## Résultats sur les grands tours

### Tour de France
- 1995 : 99e
- 1996 : abandon

### Tour d'Italie
- 1995 : 84e
- 1996 : 64e
- 1997 : 55e

### Tour d'Espagne
- 1997 : 59e